# Ŝ
Ŝ، ŝ یا S ِ هشتک‌دار یا S ِ کلاهک‌دار یک همخوان در الفبای اسپرانتو و نمایندهٔ آوای ش است. Ŝ بیست‌وسومین حرف الفبای اسپرانتو است. گاه در زمان فراهم نبودن ابزار نگارش این حرف از ترکیب sh یا sx بهره برده‌می‌شود. مانند واژهٔ poŝto به معنی پُست که به‌صورت‌های poshto و posxto نیز می‌تواند نوشته شود.
در کلمات اسپرانتو که از فارسی اخذ شده‌اند نیز از این حرف استفاده شده است، مانند derviŝo به معنای درویش.
برای نویسه‌گردانی حرف سیریلیک Щ به لاتین نیز از Ŝ استفاده‌می‌کنند.